# Franc-aleu
Pour les articles homonymes, voir Franc et Aleu (homonymie).
Le franc-aleu  désignait un bien qui ne relevait d'aucun seigneur suzerain et qui était exempt de tout lien et de tout droit féodal.
Dans la coutume du Maine, il n'existait qu'un franc-aleu imparfait. Le propriétaire était dit le tenir du seigneur, quoiqu'il ne lui dût rien, et il était obligé de venir une fois, pendant la vie de chaque seigneur, lui déclarer qu'il tenait sa terre en franc-aleu.
D'après Valentin Smith, la Dombes est le dernier franc-alleu de l'Europe en ne connaissant l'impôt qu'en 1739 avant la réunion à la France qui a eu lieu en 1762.